# Première circonscription de la Diète de Pologne
La 1re circonscription de la Diète de Pologne (en polonais : Okręg wyborczy nr 1 do Sejmu Rzeczypospolitej Polskiej) ou circonscription de Legnica (en polonais : Okręg legnicko) est une circonscription électorale polonaise située dans la voïvodie de Basse-Silésie.
Instituée par la réforme électorale de 2001, elle compte 12 sièges à pourvoir. Elle a son bureau centralisateur à Legnica.

## Composition territoriale
La circonscription se compose de 12 districts et deux ville-districts :
Districts
district de Bolesławiec ;
district de Głogów ;
district de Jawor ;
district de Jelenia Góra ;
district de Kamienna Góra ;
district de Legnica ;
district de Lubań ;
district de Lubin ;
district de Lwówek Śląski ;
district de Polkowice ;
district de Złotoryja ;
district de Zgorzelec ;
Ville-districts
Jelenia Góra ;
Legnica (bureau centralisateur).
Lors des élections parlementaires du 13 octobre 2019, elle comptait 757 942 électeurs inscrits.

## Résultats électoraux

### Résumé
| Scrutin           | Votants | Députés                                                        | Députés | Députés |
| ----------------- | ------- | -------------------------------------------------------------- | ------- | ------- |
| 23 septembre 2001 | 43,50 % | Alliance de la gauche démocratique - Union du travail (SLD-UP) | 53,69 % | 7 / 12  |
| 23 septembre 2001 | 43,50 % | Plate-forme civique (PO)                                       | 10,50 % | 1 / 12  |
| 23 septembre 2001 | 43,50 % | Autodéfense de la république de Pologne (SRP)                  | 9,42 %  | 1 / 12  |
| 23 septembre 2001 | 43,50 % | Droit et justice (PiS)                                         | 7,03 %  | 1 / 12  |
| 23 septembre 2001 | 43,50 % | Ligue des familles polonaises (LPR)                            | 5,89 %  | 1 / 12  |
| 23 septembre 2001 | 43,50 % | Parti paysan polonais (PSL)                                    | 5,81 %  | 1 / 12  |
| 25 septembre 2005 | 36,75 % | Droit et justice (PiS)                                         | 24,77 % | 4 / 12  |
| 25 septembre 2005 | 36,75 % | Plate-forme civique (PO)                                       | 24,41 % | 3 / 12  |
| 25 septembre 2005 | 36,75 % | Alliance de la gauche démocratique (SLD)                       | 15,26 % | 2 / 12  |
| 25 septembre 2005 | 36,75 % | Autodéfense de la république de Pologne (SRP)                  | 12,65 % | 2 / 12  |
| 25 septembre 2005 | 36,75 % | Ligue des familles polonaises (LPR)                            | 6,90 %  | 1 / 12  |
| 21 octobre 2007   | 51,32 % | Plate-forme civique (PO)                                       | 42,97 % | 6 / 12  |
| 21 octobre 2007   | 51,32 % | Droit et justice (PiS)                                         | 28,96 % | 4 / 12  |
| 21 octobre 2007   | 51,32 % | Gauche et démocrates (LiD)                                     | 17,89 % | 2 / 12  |
| 9 octobre 2011    | 45,25 % | Plate-forme civique (PO)                                       | 39,71 % | 5 / 12  |
| 9 octobre 2011    | 45,25 % | Droit et justice (PiS)                                         | 27,68 % | 4 / 12  |
| 9 octobre 2011    | 45,25 % | Alliance de la gauche démocratique (SLD)                       | 13,31 % | 2 / 12  |
| 9 octobre 2011    | 45,25 % | Mouvement Palikot (RP)                                         | 11,59 % | 1 / 12  |
| 25 octobre 2015   | 58,81 % | Droit et justice (PiS)                                         | 35,70 % | 6 / 12  |
| 25 octobre 2015   | 58,81 % | Plate-forme civique (PO)                                       | 25,24 % | 4 / 12  |
| 25 octobre 2015   | 58,81 % | Kukiz'15                                                       | 9,59 %  | 1 / 12  |
| 25 octobre 2015   | 58,81 % | .Moderne (.N)                                                  | 7,15 %  | 1 / 12  |
| 13 octobre 2019   | 57,80 % | Droit et justice (PiS)                                         | 42,40 % | 6 / 12  |
| 13 octobre 2019   | 57,80 % | Coalition civique (KO)                                         | 25,02 % | 3 / 12  |
| 13 octobre 2019   | 57,80 % | Alliance de la gauche démocratique (SLD)                       | 16,43 % | 2 / 12  |
| 13 octobre 2019   | 57,80 % | Parti paysan polonais (PSL)                                    | 7,17 %  | 1 / 12  |

### Détail

#### Élections de 2001
| Parti | Parti                                   | Nom                 | Voix   |
| ----- | --------------------------------------- | ------------------- | ------ |
|       | Alliance de la gauche démocratique      | Jerzy Szmajdziński  | 72 719 |
|       | Alliance de la gauche démocratique      | Ryszard Zbrzyzny    | 19 713 |
|       | Alliance de la gauche démocratique      | Bronisława Kowalska | 17 231 |
|       | Alliance de la gauche démocratique      | Władysław Rak       | 7 852  |
|       | Alliance de la gauche démocratique      | Ryszard Maraszek    | 6 743  |
|       | Alliance de la gauche démocratique      | Michał Turkiewicz   | 6 130  |
|       | Alliance de la gauche démocratique      | Olgierd Poniźnik    | 5 247  |
|       | Plate-forme civique                     | Tadeusz Maćkała     | 12 489 |
|       | Autodéfense de la république de Pologne | Ryszard Bonda       | 8 876  |
|       | Droit et justice                        | Adam Lipiński       | 7 932  |
|       | Ligue des familles polonaises           | Halina Szustak      | 7 516  |
|       | Parti paysan polonais                   | Tadeusz Samborski   | 4 555  |

#### Élections de 2005
| Parti | Parti                                   | Nom                                                                         | Voix        |
| ----- | --------------------------------------- | --------------------------------------------------------------------------- | ----------- |
|       | Droit et justice                        | Adam Lipiński                                                               | 17 857      |
|       | Droit et justice                        | Tadeusz Madziarczyk                                                         | 8 068       |
|       | Droit et justice                        | Elżbieta Witek                                                              | 7 476       |
|       | Droit et justice                        | Jan Zubowski (jusqu'au 26/11/2006) Marzena Machałek (à partir du 5/12/2006) | 5 813 4 361 |
|       | Plate-forme civique                     | Grzegorz Schetyna                                                           | 14 978      |
|       | Plate-forme civique                     | Beata Sawicka                                                               | 8 764       |
|       | Plate-forme civique                     | Piotr Cybulski                                                              | 7 332       |
|       | Alliance de la gauche démocratique      | Jerzy Szmajdziński                                                          | 20 741      |
|       | Alliance de la gauche démocratique      | Ryszard Zbrzyzny                                                            | 9 644       |
|       | Autodéfense de la république de Pologne | Czesław Litwin                                                              | 9 902       |
|       | Autodéfense de la république de Pologne | Hubert Costa                                                                | 3 521       |
|       | Ligue des familles polonaises           | Piotr Ślusarczyk                                                            | 7 863       |

#### Élections de 2007
| Parti | Parti                              | Nom                                                                                  | Voix         |
| ----- | ---------------------------------- | ------------------------------------------------------------------------------------ | ------------ |
|       | Plate-forme civique                | Grzegorz Schetyna                                                                    | 53 345       |
|       | Plate-forme civique                | Ewa Drozd                                                                            | 19 908       |
|       | Plate-forme civique                | Norbert Wojnarowski                                                                  | 15 439       |
|       | Plate-forme civique                | Marcin Zawiła (jusqu'au 07/12/2010) Wojciech Sokołowski (à partir du 16/12/2010)     | 14 133 3 818 |
|       | Plate-forme civique                | Roman Brodniak                                                                       | 10 191       |
|       | Plate-forme civique                | Janusz Mikulicz (jusqu'au 07/12/2010) Robert Kropiwnicki (à partir du 16/12/2010)    | 8 291 8 115  |
|       | Droit et justice                   | Adam Lipiński                                                                        | 32 303       |
|       | Droit et justice                   | Piotr Cybulski                                                                       | 11 835       |
|       | Droit et justice                   | Marzena Machałek                                                                     | 11 109       |
|       | Droit et justice                   | Elżbieta Witek                                                                       | 9 666        |
|       | Alliance de la gauche démocratique | Jerzy Szmajdziński (mort le 10/04/2010) Elżbieta Zakrzewska (à partir du 07/05/2010) | 42 724 3 467 |
|       | Alliance de la gauche démocratique | Ryszard Zbrzyzny                                                                     | 11 049       |

#### Élections de 2011
| Parti | Parti                              | Nom                            | Voix   |
| ----- | ---------------------------------- | ------------------------------ | ------ |
|       | Plate-forme civique                | Grzegorz Schetyna              | 67 670 |
|       | Plate-forme civique                | Ewa Drozd                      | 14 205 |
|       | Plate-forme civique                | Zofia Czernow                  | 7 740  |
|       | Plate-forme civique                | Robert Kropiwnicki             | 6 029  |
|       | Plate-forme civique                | Norbert Wojnarowski            | 5 981  |
|       | Droit et justice                   | Adam Lipiński                  | 25 523 |
|       | Droit et justice                   | Marzena Machałek               | 11 812 |
|       | Droit et justice                   | Elżbieta Witek                 | 9 381  |
|       | Droit et justice                   | Wojciech Zubowski              | 6 800  |
|       | Alliance de la gauche démocratique | Małgorzata Sekuła-Szmajdzińska | 15 883 |
|       | Alliance de la gauche démocratique | Ryszard Zbrzyzny               | 11 990 |
|       | Mouvement Palikot                  | Henryk Kmiecik                 | 13 015 |

#### Élections de 2015
| Parti | Parti               | Nom                 | Voix   |
| ----- | ------------------- | ------------------- | ------ |
|       | Droit et justice    | Adam Lipiński       | 26 199 |
|       | Droit et justice    | Elżbieta Witek      | 22 168 |
|       | Droit et justice    | Marzena Machałek    | 14 608 |
|       | Droit et justice    | Krzysztof Kubów     | 14 551 |
|       | Droit et justice    | Wojciech Zubowski   | 10 802 |
|       | Droit et justice    | Ewa Szymańska       | 5 712  |
|       | Plate-forme civique | Ewa Drozd           | 16 312 |
|       | Plate-forme civique | Stanisław Huskowski | 15 206 |
|       | Plate-forme civique | Zofia Czernow       | 10 070 |
|       | Plate-forme civique | Robert Kropiwnicki  | 8 439  |
|       | Mouvement national  | Robert Winnicki     | 11 802 |
|       | .Moderne            | Elżbieta Stępień    | 10 041 |

#### Élections de 2019
| Parti | Parti                              | Nom                            | Voix   |
| ----- | ---------------------------------- | ------------------------------ | ------ |
|       | Droit et justice                   | Elżbieta Witek                 | 46 171 |
|       | Droit et justice                   | Adam Lipiński                  | 33 269 |
|       | Droit et justice                   | Krzysztof Kubów                | 23 834 |
|       | Droit et justice                   | Marzena Machałek               | 22 481 |
|       | Droit et justice                   | Wojciech Zubowski              | 12 868 |
|       | Droit et justice                   | Ewa Szymańska                  | 8 930  |
|       | Plate-forme civique                | Piotr Borys                    | 35 064 |
|       | Plate-forme civique                | Zofia Czernow                  | 15 761 |
|       | Plate-forme civique                | Robert Kropiwnicki             | 14 714 |
|       | Alliance de la gauche démocratique | Małgorzata Sekuła-Szmajdzińska | 41 480 |
|       | Printemps                          | Robert Obaz                    | 4 205  |
|       | Sans                               | Stanisław Żuk                  | 7 694  |